# Inverterbar matris
Inom linjär algebra har en matris A egenskapen inverterbarhet eller invertibilitet, om och endast om det existerar en matris B sådan att 
{\displaystyle \mathbf {AB} =\mathbf {BA} =\mathbf {I} \ }
där I är enhetsmatrisen. Då kallas A en inverterbar matris och B kallas inversen till A och skrivs A−1. Det följer av definitionen att både A och A−1 är kvadratiska matriser av samma dimension n×n.
En kvadratisk matris som inte är inverterbar kallas för en singulär matris.

## Ekvivalenta egenskaper
Att en n × n-matris A är inverterbar är ekvivalent med att:
- Determinanten av A är nollskild, det A ≠ 0.
- A har rang n.
- Ekvationen Ax = 0 endast har den triviala lösningen x = 0. Med andra ord, nollrummet består endast av nollvektorn.
- Transponatet AT är inverterbart.
- Talet 0 är inte ett egenvärde till A.

## Analytisk lösning
Transponering av en matris bestående av underdeterminanter (kofaktorer), kan vara ett effektivt sätt att beräkna inversen till små matriser, men denna rekursiva metod är ineffektiv för större matriser:
{\displaystyle \mathbf {A} ^{-1}={1 \over {\begin{vmatrix}\mathbf {A} \end{vmatrix}}}\mathbf {C} ^{\mathrm {T} }={1 \over {\begin{vmatrix}\mathbf {A} \end{vmatrix}}}{\begin{pmatrix}\mathbf {C} _{11}&\mathbf {C} _{21}&\cdots &\mathbf {C} _{n1}\\\mathbf {C} _{12}&\mathbf {C} _{22}&\cdots &\mathbf {C} _{n2}\\\vdots &\vdots &\ddots &\vdots \\\mathbf {C} _{1n}&\mathbf {C} _{2n}&\cdots &\mathbf {C} _{nn}\\\end{pmatrix}}}
så att
{\displaystyle \left(\mathbf {A} ^{-1}\right)_{ij}={1 \over {\begin{vmatrix}\mathbf {A} \end{vmatrix}}}\left(\mathbf {C} ^{\mathrm {T} }\right)_{ij}={1 \over {\begin{vmatrix}\mathbf {A} \end{vmatrix}}}\left(\mathbf {C} _{ji}\right)}
där |A| är A:s determinant, C är matrisen av underdeterminanter och CT representerar den transponerade matrisen.

### Invertering av 2 × 2 matriser
Invertering av dessa matriser kan göras enligt
{\displaystyle \mathbf {A} ^{-1}={\begin{bmatrix}a&b\\c&d\\\end{bmatrix}}^{-1}={\frac {1}{\det \mathbf {A} }}{\begin{bmatrix}\,\,\,d&\!\!-b\\-c&\,a\\\end{bmatrix}}={\frac {1}{ad-bc}}{\begin{bmatrix}\,\,\,d&\!\!-b\\-c&\,a\\\end{bmatrix}}}
Detta är möjligt därför att 1/(ad − bc) är det reciproka värdet av determinanten till A (som antas vara nollskild) och samma strategi kan användas för andra matrisstorlekar.
Cayley–Hamiltons sats anger att
{\displaystyle \mathbf {A} ^{-1}={\frac {1}{\det \mathbf {A} }}\left[\left(\operatorname {tr} \mathbf {A} \right)\mathbf {I} -\mathbf {A} \right].}

### Invertering av 3 × 3 matriser
En beräkningsmässigt effektiv metod för invertering av 3 × 3 matriser ges av
{\displaystyle \mathbf {A} ^{-1}={\begin{bmatrix}a&b&c\\d&e&f\\g&h&i\\\end{bmatrix}}^{-1}={\frac {1}{\det(\mathbf {A} )}}{\begin{bmatrix}\,A&\,B&\,C\\\,D&\,E&\,F\\\,G&\,H&\,I\\\end{bmatrix}}^{\mathrm {T} }={\frac {1}{\det(\mathbf {A} )}}{\begin{bmatrix}\,A&\,D&\,G\\\,B&\,E&\,H\\\,C&\,F&\,I\\\end{bmatrix}}}
(där skalären A inte skall förväxlas med matrisen A).
Om determinanten är nollskild är matrisen inverterbar, där skalärerna (A, B, ...) ges av
{\displaystyle {\begin{matrix}A=(ei-fh)&D=-(bi-ch)&G=(bf-ce)\\B=-(di-fg)&E=(ai-cg)&H=-(af-cd)\\C=(dh-eg)&F=-(ah-bg)&I=(ae-bd)\\\end{matrix}}}
A:s determinant kan beräknas med hjälp av Sarrus regel:
{\displaystyle \det(\mathbf {A} )=aA+bB+cC.}
Cayley–Hamilton-uppdelningen ger
{\displaystyle \mathbf {A} ^{-1}={\frac {1}{\det(\mathbf {A} )}}\left[{\frac {1}{2}}\left((\operatorname {tr} \mathbf {A} )^{2}-\operatorname {tr} \mathbf {A} ^{2}\right)\mathbf {I} -\mathbf {A} \operatorname {tr} \mathbf {A} +\mathbf {A} ^{2}\right].}